# Ctenophryne
Genre
Synonymes
- Nelsonophryne Frost, 1987
- Melanophryne Lehr & Trueb, 2007

Ctenophryne  est un genre d'amphibiens de la famille des Microhylidae.

## Répartition
Les 6 espèces de ce genre se rencontrent au Costa Rica, au Panama et en Amérique du Sud.

## Liste des espèces
Selon Amphibian Species of the World (19 juin 2014) :
- Ctenophryne aequatorialis (Peracca, 1904)
- Ctenophryne aterrima (Günther, 1901)
- Ctenophryne barbatula (Lehr & Trueb, 2007)
- Ctenophryne carpish (Lehr, Rodriguez, & Córdova, 2002)
- Ctenophryne geayi Mocquard, 1904
- Ctenophryne minor Zweifel & Myers, 1989

## Étymologie
Le nom de ce genre,  du grec Κτενός, cteno, « peigne », et φρύνηος, phrynos, « crapaud », a été choisi en référence à la forme de peigne que présente le repli transversal de la muqueuse sur la voûte pharyngienne à l'entrée de l'œsophage.

## Publications originales
- Frost, 1987 : A Replacement Name for Glossostoma Günther, 1900 (Anura: Microhylidae). Copeia, vol. 1987, no 4, p. 1025.
- Lehr & Trueb, 2007 : Diversity among New World microhylid frogs (Anura: Microhylidae): morphological and osteological comparisons between Nelsonophryne (Günther 1901) and a new genus from Peru. Zoological Journal of the Linnean Society, vol. 149, p. 583-609 (texte intégral).
- Mocquard, 1904 : Description de quelques reptiles et d'un batracien nouveaux de la collection du Muséum. Bulletin du Muséum National d'Histoire Naturelle, Paris, vol. 10, no 26, p. 301-309 (texte intégral).